# Kevin Cordes
Kevin Cordes (ur. 13 sierpnia 1993 w Naperville) – amerykański pływak specjalizujący się w stylu klasycznym, medalista igrzysk olimpijskich (2016) i mistrzostw świata.

## Kariera pływacka
Mistrz świata na krótkim basenie ze Stambułu (2012) w sztafecie 4 × 100 m stylem zmiennym oraz brązowy medalista na 100 m żabką.
Rok później uczestniczył w mistrzostwach świata w Barcelonie. Na dystansie 100 m stylem klasycznym uzyskał w finale czas 1:00,02 i zajął siódme miejsce. W konkurencji 200 m żabką nie zakwalifikował się do finału i z czasem 2:10,03 uplasował się na dziewiątym miejscu. W eliminacjach 50 m stylem klasycznym zajął 21. miejsce (27,69). Cordes płynął także w sztafecie 4 × 100 m stylem zmiennym i w finale swoim falstartem na drugiej zmianie spowodował dyskwalifikację reprezentacji Stanów Zjednoczonych.
W 2015 roku podczas mistrzostw świata w Kazaniu zdobył cztery medale. Mistrzem świata został w sztafecie zmiennej mężczyzn 4 × 100 m. Srebrny medal wywalczył w sztafecie mieszanej 4 × 100 m stylem zmiennym. Indywidualnie zdobył srebro na dystansie 200 m stylem klasycznym, w finale uzyskawszy czas 2:08,05. W konkurencji 50 m żabką z czasem 26,86 wywalczył brąz. Dzień wcześniej, w trakcie półfinału wyrównał rekord obu Ameryk (26,76).
Na igrzyskach olimpijskich w Rio de Janeiro w 2016 roku płynął w wyścigu eliminacyjnym sztafet 4 × 100 m stylem zmiennym. Otrzymał złoty medal, kiedy Amerykanie uplasowali się w finale na pierwszym miejscu. W konkurencji 100 m stylem klasycznym z czasem 59,22 Cordes był czwarty. Na dystansie 200 m żabką zajął ósme miejsce, uzyskawszy czas 2:08,34.
Podczas mistrzostw świata w Budapeszcie wywalczył złoto w męskiej sztafecie 4 × 100 m stylem zmiennym. Płynął także w wyścigu eliminacyjnym sztafet mieszanych 4 × 100 m stylem zmiennym i wraz z Ryanem Murphym, Kelsi Worrell i Mallory Comerford ustanowił nowy rekord świata. Otrzymał złoty medal po tym, jak Amerykanie zajęli w finale pierwsze miejsce. W półfinale 100 m stylem klasycznym z czasem 58,64 Cordes pobił rekord obu Ameryk. W finale tej konkurencji zdobył srebrny medal, uzyskawszy czas 58,79. Na 50 m żabką uplasował się na piątej pozycji (26,80), a na dystansie 200 m stylem klasycznym z czasem 2:08,68 był szósty.
W 2019 otrzymał brązowy medal igrzysk panamerykańskich w konkurencji 100 m st. klasycznym.